# Casey (singolo)
Casey è un singolo del cantante australiano Darren Hayes, pubblicato nel 2008 ed estratto dall'album This Delicate Thing We've Made.

## Tracce
- EP - Download digitale

1. Casey (live acoustic version) – 4:17
2. Casey (live from The Time Machine Tour) – 7:37
3. Casey (instrumental) – 6:26
4. Casey (music video)